# Ministerium Gautsch I

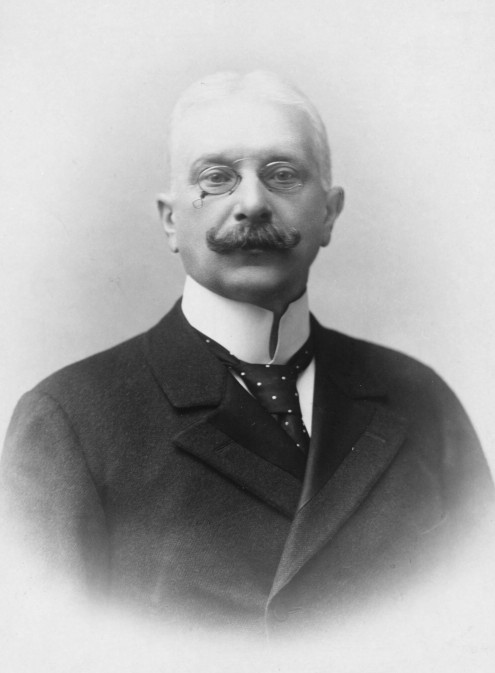
Paul Gautsch von Frankenthurn war 1897 bis 1898, 1905 bis 1906 sowie 1911 Ministerpräsident Altösterreichs

Das Ministerium Gautsch I wurde am 30. November 1897 von Ministerpräsident Paul Gautsch von Frankenthurn in Cisleithanien gebildet, eine vor allem im Beamtentum und bei Juristen gebräuchliche inoffizielle Bezeichnung für den nördlichen und westlichen Teil Österreich-Ungarns. Es löste das Ministerium Badeni ab und blieb bis zum 5. März 1898 im Amt. Daraufhin folgte das Ministerium Thun.
Der Außenminister, der Kriegsminister und der gemeinsame Finanzminister gehörten diesem Kabinett nicht an. Siehe k.u.k. gemeinsame Ministerien.

## Minister
Dem Ministerium gehörten folgende Minister an:
| Amt                             | Amtsinhaber                   | Beginn der Amtszeit | Ende der Amtszeit |
| ------------------------------- | ----------------------------- | ------------------- | ----------------- |
| Ministerpräsident               | Paul Gautsch von Frankenthurn | 30. November 1897   | 5. März 1898      |
| Ackerbauminister                | Artur Bylandt-Rheidt          | 30. November 1897   | 5. März 1898      |
| Handelsminister                 | Ernest von Koerber            | 30. November 1897   | 5. März 1898      |
| Kultus- und Unterrichtsminister | Vinzenz Baillet von Latour    | 30. November 1897   | 5. März 1898      |
| Finanzminister                  | Eugen Böhm von Bawerk         | 30. November 1897   | 5. März 1898      |
| Innenminister                   | Paul Gautsch von Frankenthurn | 30. November 1897   | 5. März 1898      |
| Justizminister                  | Ignaz von Ruber               | 30. November 1897   | 5. März 1898      |
| Minister für Landesverteidigung | Zeno Welser von Welsersheimb  | 30. November 1897   | 5. März 1898      |
| Eisenbahnminister               | Heinrich von Wittek           | 30. November 1897   | 5. März 1898      |
| Minister ohne Geschäftsbereich  | Hermann von Loebl             | 30. November 1897   | 5. März 1898      |